# Огородное (Ленинский район)
Огоро́дное (до 1948 года Чуруба́ш Тата́рский; укр. Городнє, крымскотат. Tatar Çürübaş, Татар Чюрюбаш) — исчезнувшее село в Ленинском районе Республики Крым, располагавшееся на юго-востоке района и Керченского полуострова, включённое в состав Приозёрного, сейчас — западная часть села.

## История
Первое документальное упоминание села встречается в Камеральном Описании Крыма… 1784 года, судя по которому, в последний период Крымского ханства Чурю баш входил в Дин Керченский кадылык Кефинского каймаканства. После присоединения Крыма к России (8) 19 апреля 1783 года, (8) 19 февраля 1784 года, именным указом Екатерины II сенату, на территории бывшего Крымского Ханства была образована Таврическая область и деревня была приписана к Левкопольскому, а после ликвидации в 1787 году Левкопольского — к Феодосийскому уезду Таврической области. Перед Русско-турецкой войной 1787—1791 годов производилось выселение крымских татар из прибрежных селений во внутренние районы полуострова. В конце 1787 года из Чарибаша были выведены все жители — 362 душ. В конце войны, 14 августа 1791 года всем было разрешено вернуться на место прежнего жительства. После Павловских реформ, с 1796 по 1802 год, входила в Акмечетский уезд Новороссийской губернии. По новому административному делению, после создания 8 (20) октября 1802 года Таврической губернии, Чурубаш был включён в состав Акмозской волости Феодосийского уезда.
По Ведомости о числе селений, названиях оных, в них дворов… состоящих в Феодосийском уезде от 14 октября 1805 года , в деревне Чурюбаш числилось 42 двора и 371 житель. На военно-топографической карте генерал-майора Мухина 1817 года деревня Шерубаш обозначена с 80 дворами. После реформы волостного деления 1829 года Чурубаш татарский, согласно «Ведомости о казённых волостях Таврической губернии 1829 года», определили центром Чурубашской волости (переименованной из Аккозской). На карте 1836 года в деревне 64 двора, как и на карте 1842 года.
В 1860-х годах, после земской реформы Александра II, деревню приписали к Сарайминской волости. Согласно «Списку населённых мест Таврической губернии по сведениям 1864 года», составленному по результатам VIII ревизии 1864 года, Чурубаш (она же Васильевка) — владельческая русская и татарская деревня с 30 дворами и 152 жителями при Чурубашском соляном озере. По обследованиям профессора А. Н. Козловского начала 1860-х годов, в селении колодцы были глубиной от 2 до 5 саженей (от 4 до 10 м), все с солёной водой. Также имелись ауты, которые высыхали в течение лета (Аут — небольшой пруд в степном Крыму, наполнявшийся дождевой и талой водой). На трёхверстовой карте Шуберта 1865—1876 года в деревне Русская Васильевка (Чурубаш) обозначено 4 двора. На 1880 год в селении действовали две каменоломни: Багера, на которой добывалось 25000 штук пиленого камня и 150 кубических саженей бутового камня и Гурьева — 18000 штучного камня и 120 кубических саженей бута. По «Памятной книге Таврической губернии 1889 года», по результатам Х ревизии 1887 года, в деревне Чурубаш числилось 93 двора и 538 жителей. По «…Памятной книжке Таврической губернии на 1892 год» в безземельной деревне Чурубаш, не входившей ни в одно сельское общество, числилось 252 жителя, домохозяйств не имеющих. На верстовой карте Крыма 1896 года в селении обозначено 40 дворов с татарским населением По «…Памятной книжке Таврической губернии на 1902 год» в деревне Чурубаш, входившей в Ново-Александровское сельское общество, числилось 634 жителя, домохозяйств не имеющих. Чурубаш упоминается в 1910 году, в деле о строительстве в деревне мектеба. В Статистическом справочнике Таврической губернии. Ч.II-я. Статистический очерк, выпуск пятый Феодосийский уезд, 1915 год, записана только одна деревня Чурубаш (на земле Гурьева К. С.) Сарайминской волости Феодосийского уезда в которой числилось 55 дворов с русским населением в количестве 420 человек только «посторонних» жителей.
После установления в Крыму Советской власти, по постановлению Крымревкома, 25 декабря 1920 года из Феодосийского уезда был выделен Керченский (степной) уезд, а, постановлением ревкома № 206 «Об изменении административных границ» от 8 января 1921 года была упразднена волостная система и в составе Керченского уезда был создан Керченский район в который вошло село (в 1922 году уезды получили название округов. 11 октября 1923 года, согласно постановлению ВЦИК, в административное деление Крымской АССР были внесены изменения, в результате которых округа были отменены и основной административной единицей стал Керченский район в который вошло село. Согласно Списку населённых пунктов Крымской АССР по Всесоюзной переписи 17 декабря 1926 года, в селе Чурбаш (татарский), Старо-Карантинного сельсовета Керченского района, числилось 44 двора, все крестьянские, население составляло 202 человека, все татары, действовала татарская школа I ступени (пятилетка). Постановлением ВЦИК «О реорганизации сети районов Крымской АССР» от 30 октября 1930 года (по другим сведениям 15 сентября 1931 года) Керченский район упразднили и село включили в состав Ленинского, а, с образованием в 1935 году Маяк-Салынского района (переименованного 14 декабря 1944 года в Приморский) — в состав нового района. На подробной карте РККА Керченского полуострова 1941 года в селе обозначено 55 дворов.
В 1944 году, после освобождения Крыма от фашистов, согласно постановлению ГКО № 5859 от 11 мая 1944 года, 18 мая крымские татары были депортированы в Среднюю Азию. С 25 июня 1946 года селение в составе Крымской области РСФСР. Указом Президиума Верховного Совета РСФСР от 18 мая 1948 года, Чурбаш татарский переименовали в Огородное. 26 апреля 1954 года Крымская область была передана из состава РСФСР в состав УССР. В 1958 году Огородное присоединили к Приозёрному (согласно справочнику «Крымская область. Административно-территориальное деление на 1 января 1968 года» — в период с 1954 по 1968 год).

### Динамика численности населения
| - 1805 год — 371 чел. - 1864 год — 152 чел. - 1889 год — 538 чел. - 1892 год — 252 чел. | - 1902 год — 634 чел. - 1915 год — 0/420 чел. - 1926 год — 202 чел. |